# رافائلو لامبروسکینی

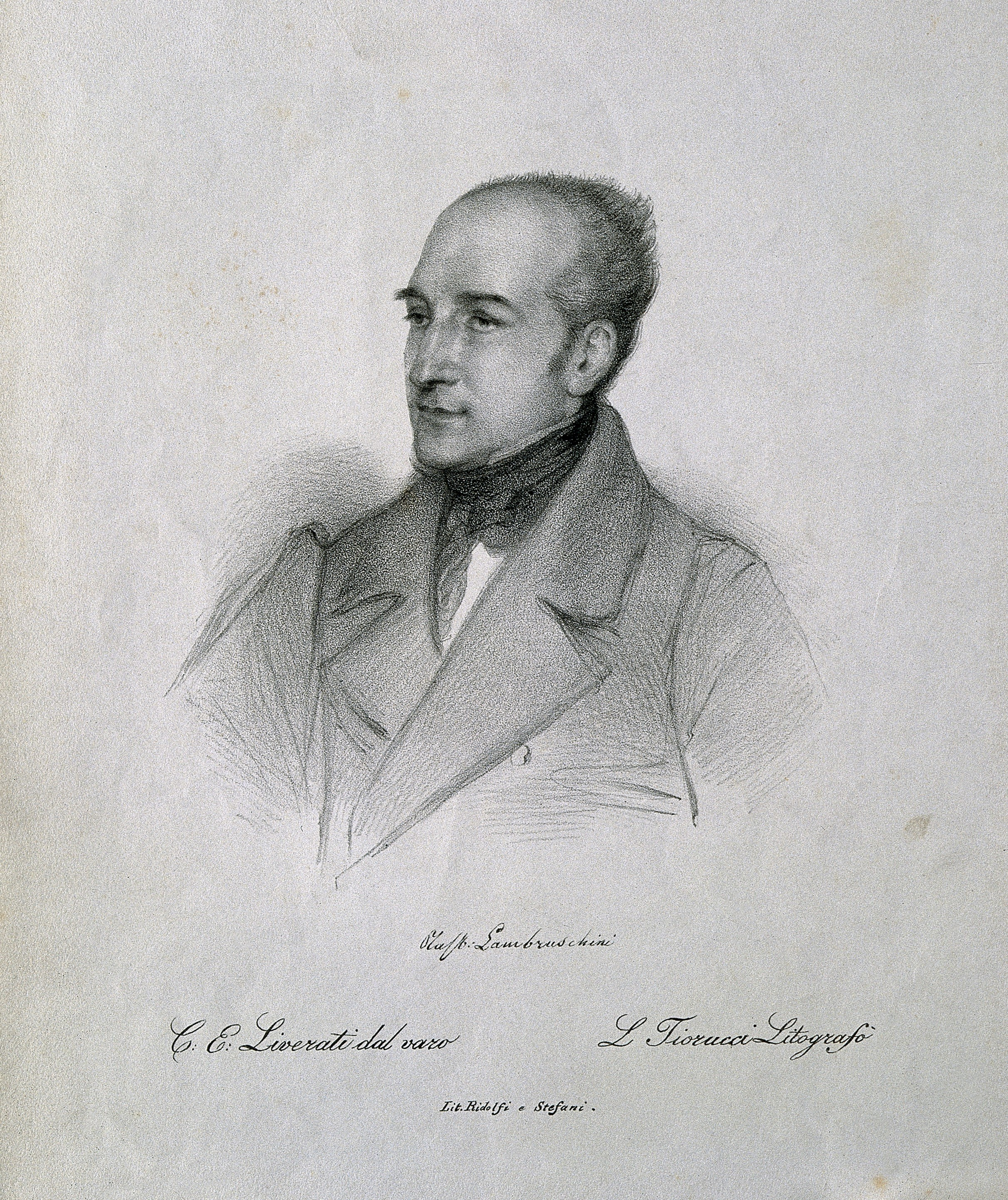

رافائلو لامبروسکینی (به ایتالیایی: Raffaello Lambruschini) (۱۴ اوت ۱۷۸۸ – ۸ مارس ۱۸۷۳) کشاورز اهل توسکانی، نویسنده، محقق کشاورزی و یک سیاستمدار ایتالیایی بود.

## زندگی‌نامه
رافائلو، در جنوا از یک تاجر به دنیا آمد که به لیورنو نقل مکان کرد. در سال ۱۸۰۵ به رم سفر کرد تا کشیش شده و در کلیسا خدمت کند. او تحصیلات خود را در یک مدرسه علمیه یسوعی در ارویه‌تو، جایی که عموی رافائلو اسقف بود، به پایان رساند. در سال ۱۸۱۲ توسط دولت ناپلئون دستگیر و به جزیره کرس تبعید شد. او در سال ۱۸۱۴ آزاد شد و دیگر به کلیسا نرفت.
در سال ۱۸۱۶ به همراه خانواده خود به فلورانس بازگشت و در سال ۱۸۱۷ در یک خانه روستایی در نزدیکی فیلینه والدارنو سکونت کرد و در آنجا ده‌ها سال را به مطالعه علوم طبیعی، کشاورزی و اقتصاد سیاسی پرداخت. 
در سال ۱۸۳۰، او یک مؤسسه یا مدرسه کوچک برای کودکان خردسال در سن سربون تأسیس کرد و در آنجا مشغول تدریس شد. در سال ۱۸۳۶، او مجله راهنمای مربی را که تا سال ۱۸۴۵ چاپ می‌شد، راه‌اندازی کرد.
در سال ۱۸۴۷، او به فلورانس نقل مکان کرد و همراه با بتینو ریکاسولی و وینچنزو سالوانگولی، مجله‌ای به نام میهن را که طرفدار ملت ایتالیا بود، منتشر کرد. سیاست او، وفاداری به یک دولت ملی ایتالیایی را با فداکاری نئوگوئلف آمیخته بود. او آرزو داشت که هماهنگی بیشتری بین کلیسای کاتولیک رومی و نیروهای لیبرال و ملی‌گرای در حال ظهور در کشور وجود داشته باشد. این در حالی بود که او یک کاتولیک سرسخت بود ولی نسبت به نفوذ کلیساها در جامعه بدبین بود. در سال پرتلاطم جمهوری توسکانی ۱۸۴۸، لامبروسکینی به دولت ملحق شد و به نمایندگی مجلس انتخاب شد. اما در اواخر ژوئن ۱۸۴۹، حکومت دوک بزرگ هابسبورگ-لورن در فلورانس دوباره برقرار شد. لامبروسکینی دوباره به سن سربون رفته و بازنشسته شد.
او در ویلای خود در سن سربون درگذشت و در فیلینه والدارنو به خاک سپرده شد.

## کتابشناسی - فهرست کتب
- دایره المعارف سالانه Appletons and Register of Important Events, جلد 13; نیویورک 1873; صفحه 592.
- نقل قول از ویکی پدیای ایتالیایی